# 그리니치 평균시

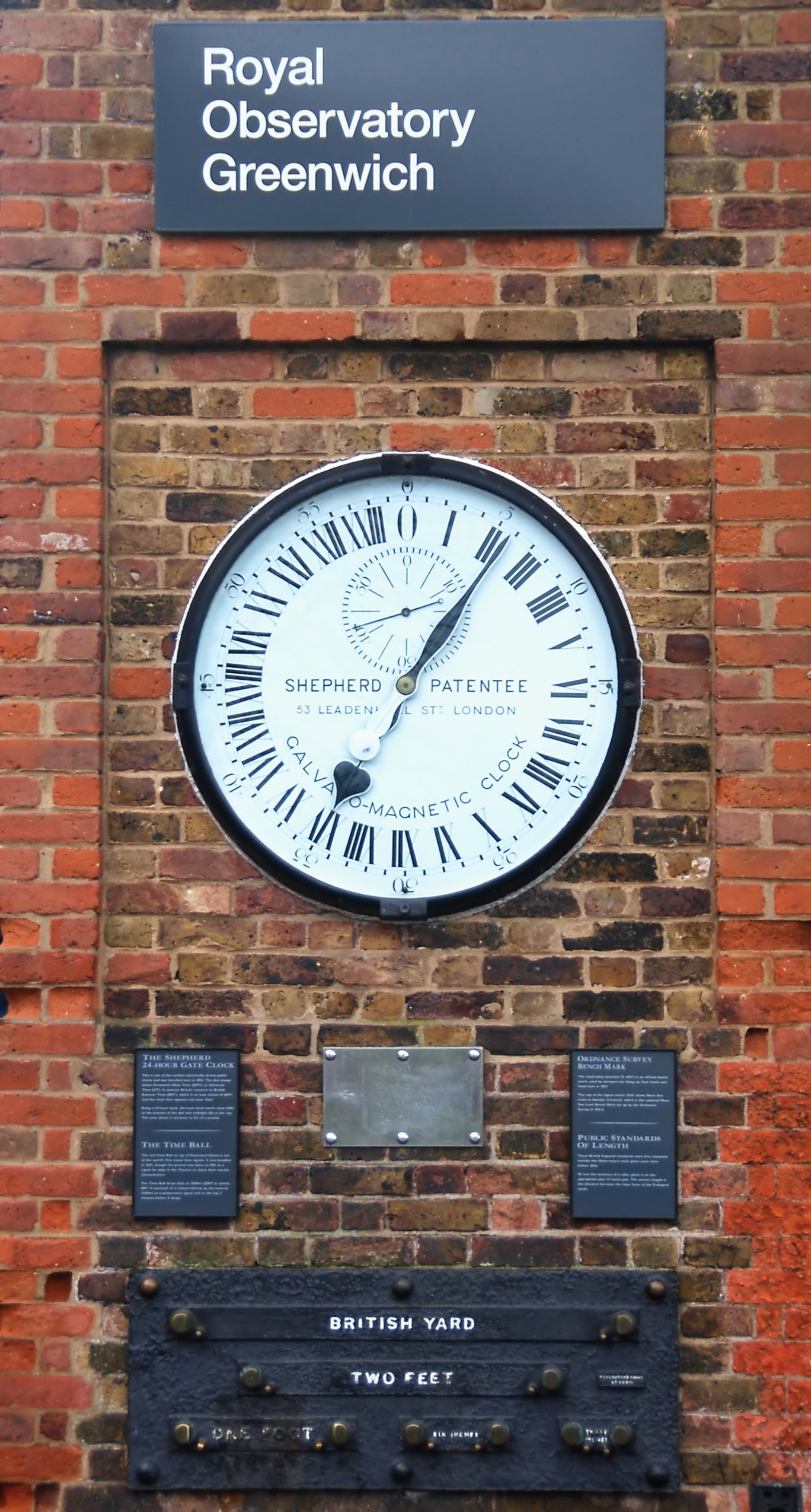
그리니치 시계

그리니치 평균시(~平均時, Greenwich Mean Time, GMT) 또는 그리니치 표준시는 런던을 기점으로 하고, 웰링턴에 종점으로 설정되는 협정 세계시의 기준시간대이다.
1972년 1월 1일부터  1970년 1월 1일을 기점으로 하는 협정 세계시(協定世界時, UTC)를 공식 표현으로 쓰지만 아직도 영국 BBC 방송을 중심으로 GMT란 표현은 널리 쓰이고 있다.
영국 런던에 소재한 그리니치 천문대를 기준으로 하는 경도를 사용하기에 그리니치 천문대의 경도는 0.00이 됐다.

## 세계지도 및 시간대
- 여기서 숫자는 시간차 문자는 도시를 뜻한다.
- 시간대 단위는 빠른 시간이다.
- 중복 도시는 번호란의 배경색을 참조.

| 0:00  | GMT/LON(런던)                          | GMT+0   |
| 1:00  | PAR(파리)                              | GMT+1   |
| 2:00  | CAI/JRS(카이로/예루살렘)               | GMT+2   |
| 3:00  | JED(제다)                              | GMT+3   |
| 3:30  | THR(테헤란)                            | GMT+3.5 |
| 4:00  | DXB(두바이)                            | GMT+4   |
| 4:30  | KBL(카불)                              | GMT+4.5 |
| 5:00  | KHI(카라치)                            | GMT+5   |
| 5:30  | DEL(델리)                              | GMT+5.5 |
| 6:00  | DAC(다카)                              | GMT+6   |
| 6:30  | RGN(양곤)                              | GMT+6.5 |
| 7:00  | BKK(방콕)                              | GMT+7   |
| 8:00  | HKG(홍콩)                              | GMT+8   |
| 9:00  | SEL(서울)                              | GMT+9   |
| 9:30  | ADL(다윈)                              | GMT+9.5 |
| 10:00 | SYD(시드니)                            | GMT+10  |
| 11:00 | NOU(누메아)                            | GMT+11  |
| 12:00 | WLG(웰링턴)                            | GMT+12  |
|       | UTC-11, UTC-1 날짜변경선 늦은시간 직결 |         |

## 그리니치 표준시와 타임존
세계 각국의 타임존(Timezone)인 로컬 시간대는 GMT+ 해당 지역의 경도값 {\displaystyle \times {{24} \over {360}}}로 정해진다.
{\displaystyle 24hr=1day,360^{\circ }=1}회전의 360등분 경도
- 한국의 독도를 기준으로 했을경우의 + 값은 대략 8.76정도이다.

{\displaystyle GMT+\left(131.52104\times {{24} \over {360}}\right)=GMT+8.768...}

## 같이 보기
- 협정 세계시